# Vági István (politikus)
Vági István, Стефан Францевич Ваги (Nagykőrös, 1883. július 24. – Szovjetunió, 1938. augusztus 13.) ács, szociáldemokrata, később kommunista politikus, mozgalmár.

## Élete
A Magyarországi Tanácsköztársaság alatt az építőmunkások direktóriumában, majd a magyar Vörös Hadsereg zászlóaljának politikai biztosaként működött. A kommün összeomlását követően a Magyarországi Szociáldemokrata Párt győri, később pécsi szervezetének titkára volt, s vezette a baloldali ellenzéket, ami miatt 1925 elején az MSZDP kizárta soraiból. Alapító tagja, illetve titkára volt a KMP fedőpártjaként működő Magyarországi Szocialista Munkáspártnak. 1925-ben több kommunista vezetővel együtt letartóztatták, büntetőeljárást indítottak ellene, ám bizonyíték hiányában felmentették. Az MSZMP országgyűlési választások előtti politikai küzdelmét vezette, 1926 őszén a KMP KB tagja lett, majd a következő év elején letartóztatták, és ezúttal 4,5 év börtönre ítélték. Miután kiszabadult, 1932-ben a Szovjetunióba emigrált, ahol a Vörös Szakszervezeti Internacionálé közép-európai osztályán működött, 1935-től a moszkvai szovjet képviselője. Kémkedés vádjával 1938. március 20-án letartóztatták, július 29-én halálra ítélték, majd kivégezték. 1955. november 26-án rehabilitálták.

## Családja
Vági Ferenc és Kiss Júlia fia, református vallású. 1908. február 23-án Budapesten, a II. kerületben házasságot kötött Koczka Rozáliával, Koczka János és Szúcs Julianna lányával.